# Zhongzhang (sockenhuvudort i Kina, Shaanxi, lat 34,55, long 108,77)
Zhongzhang (kinesiska: 中张, 中张镇) är en sockenhuvudort i Kina. Den ligger i provinsen Shaanxi, i den nordvästra delen av landet, omkring 34 kilometer norr om provinshuvudstaden Xi'an. Antalet invånare är 21 462. Befolkningen består av 10 694 kvinnor och 10 768 män. Barn under 15 år utgör 14,0 %, vuxna 15-64 år 75 %, och äldre över 65 år 9,0 %.
Runt Zhongzhang är det mycket tätbefolkat, med 1 266 invånare per kvadratkilometer. Närmaste större samhälle är Jinggan, 6,7 km öster om Zhongzhang. Trakten runt Zhongzhang består till största delen av jordbruksmark.
Genomsnittlig årsnederbörd är 619 millimeter. Den regnigaste månaden är september, med i genomsnitt 142 mm nederbörd, och den torraste är december, med 1 mm nederbörd.